# 네덜란드 U-21 축구 국가대표팀
네덜란드 U-21 축구 국가대표팀(네덜란드어: Nederlands voetbalelftal onder 21)은 네덜란드를 대표하는 21세 이하 축구 국가대표팀이며, 네덜란드 왕립 축구 협회에 운영된다. 2년에 한 번씩 열려는 UEFA U-21 축구 선수권 대회에 출전한다.
1976년에 UEFA의 유소년 대회가 개편되면서 생겨났다. 네덜란드 U-21 팀은 15차례의 대회중에서 9 차례 출전을 못하는등 성적이 좋지는 않다. 1978년 대회에는 참가하지 못했지만, 그 이후로 준결승에 두 차례 진출했고, 지난 8번의 대회중에 3차례 참가하였다.

## 역대 감독
| 감독      | 임기        |
| --------- | ----------- |
| 뤼트 휠릿 | 2003 ~ 2004 |

## 같이 보기
- 네덜란드 축구 국가대표팀
- 네덜란드 U-19 축구 국가대표팀
- 네덜란드 U-17 축구 국가대표팀
- UEFA U-21 축구 선수권 대회